# Szentgyörgyvár (Horvátország)
Szentgyörgyvár (másképpen Szentgyörgy, Gyótaszentgyörgy vagy Gyurgyevác, horvátul: Đurđevac, németül: Sankt Georgen) város Horvátországban, Kapronca-Kőrös megyében.

## Fekvése
Kaproncától 25 km-re délkeletre, a Bilo-hegység északi lejtői és a Dráva által közrefogott Drávamelléken, a drávamenti főút mellett fekszik. Itt halad át az Eszéket Kaproncán át Zágrábbal összekötő vasútvonal is. Közigazgatásilag Budrovac, Čepelovac, Grkine, Mičetinac, Severovci, Sirova Katalena, Suha Katalena és Sveta Ana települések tartoznak hozzá.

## Története
A települést már 1267-ben említi IV. Béla király egyik oklevele, egyháza pedig 1334-ben Ivan zágrábi főesperesnek a zágrábi káptalan helyzetéről írott jelentésében szerepel először. Szentgyörgyvár a 15. század folyamán fejlődött várossá és vásáros hellyé. Szentgyörgy vára a 14. század elején Kőszegi Henriké volt Szusica néven, mely magyarul szárazulatot jelent. A Kőszegiek 1338-ban lázadásuk miatt elvesztették, ekkor az  Ákos nembeli Mikcs bán kapta meg. A mai várat 1378 előtt fia, Mikcsfi István emeltette, aki a Luxemburgi Zsigmond és Nápolyi László közötti trónharcokban utóbbi mellett állt. Miután a Dráva átkelőhelyénél rajta akart ütni Zsigmond seregén a királyi sereg a várat megostromolta és elfoglalta. Mikcsfi még az ostrom alatt megszökött és Boszniába menekült. 1426-ban a király mégis visszaadta fiának Miklósnak, azonban ennek lázadása után a király sógora Cillei Hermann gróf erővel elfoglalta. Ezután Zsigmond Tallóczi Matkó horvát bánnak adta el. A bán halála után a Cilleiek hadvezére Vitovecz János újra elfoglalta. Tőle azonban már a következő évben elvette Hunyadi János és átadta unokaöccsének Székely Jakabnak. Ezután a Cilleiek újból fegyverrel támadtak rá Szentgyörgyre és meg is tartották 1456-ig, amikor Cillei Ulrik nándorfehérvári meggyilkolásával kihalt a Cillei család. Ulrik gróf özvegye Brankovics Katalin ezután a várat hű emberének a cseh származású Vitovecz Jánosnak adta el, de ezt Mátyás király érvénytelenítette és a birtokot kincstartójára, Ernuszt Jánosra ruházta át. 1540-ben Ernuszt Gáspár halálával kihalt az Ernuszt család. Ekkor rokoni kapcsolata révén Keglevich Péter horvát bán szerezte meg, azonban a király ezt nem ismerte el. Miután a várat önként nem adta át 1546-ban Zrínyi Miklós a király nevében elfogta és Bécsbe küldte. Ezután Szentgyörgy királyi vár volt, melyet a közeledő török veszély hatására 1549-től Székely Lukács várkapitány irányításával teljesen újjáépítettek és megerősítettek. Ekkor épült fel a külső vár. Miután Ulama pozsegai szandzsákbég serege 1552-ben elfoglalta Verőcét, Szentgyörgy vára lett a végvári rendszer legelőretoltabb erőssége. A vár egész környéke elnéptelenedett, csak maga a vár állt ellen a török támadásainak. A hagyomány szerint miután a védők kifogytak az élelemből utolsó csirkéiket cselből a törökre lőtték ki, akik látva a védők ilyen bőségét elvonultak a vár alól. Ettől fogva a szentgyörgyieket csak csirkéseknek (azaz horvátul picoki-aknak) nevezték. Ezt követően a király költségén a várat tovább erősítették. 1746-ban a katonai határőrvidék felállításával az 5. határőrvidéki gyalogezred, majd később a 6. szentgyörgyi gyalogezred székhelye lett. 
A külső várat a 19. században bontották le, majd a határőrvidék 1871-es megszüntetése után a katonaság a belső várat is elhagyta. 1892 és 1909 között leánynevelő intézet működött benne, melyet az irgalmas nővérek vezettek.
1910-ben 8707 lakosából 8584 horvát volt. A település A trianoni békeszerződésig Belovár-Kőrös vármegye Djurdjeváci járásának székhelye volt. 2001-ben a népszámlálás szerint a városnak 6616, a községnek 8862 lakosa volt.

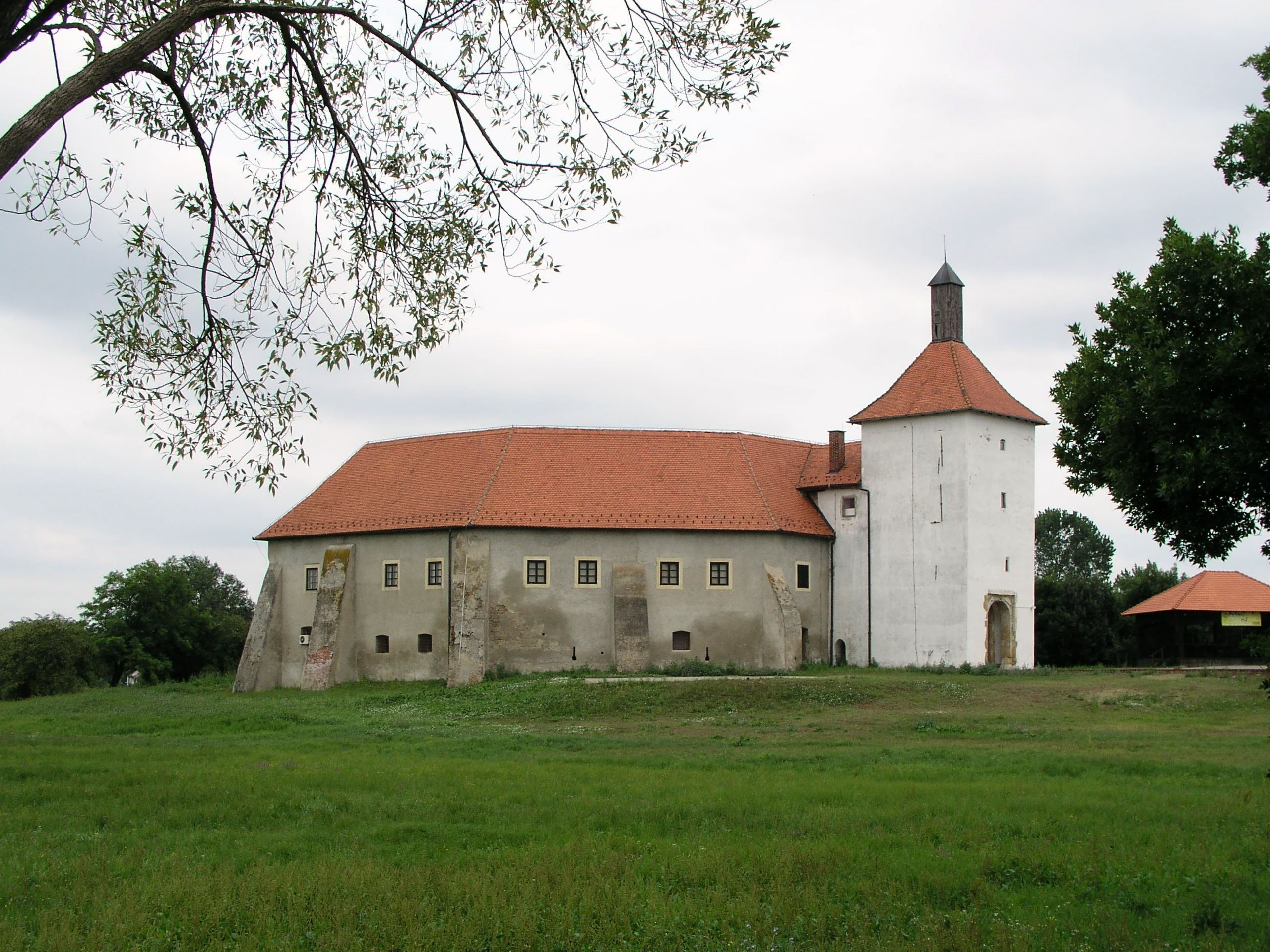
Szentgyörgy vára

## Nevezetességei
- A város legnevezetesebb emléke a 15. századi Öreg vár,[3] az egyik legősibb és legismertebb fennmaradt erősség a Dráva és a Száva között. Ma négy galériának ad helyet, melyek közül a legismertebb Ivan Lacković Croata naiv festőművész és műgyűjtő képtára. Mintegy ezer négyzetméteren kétszáz 20. századi művész több mint ezer képe látható itt, melyeket a mester a városnak ajándékozott.

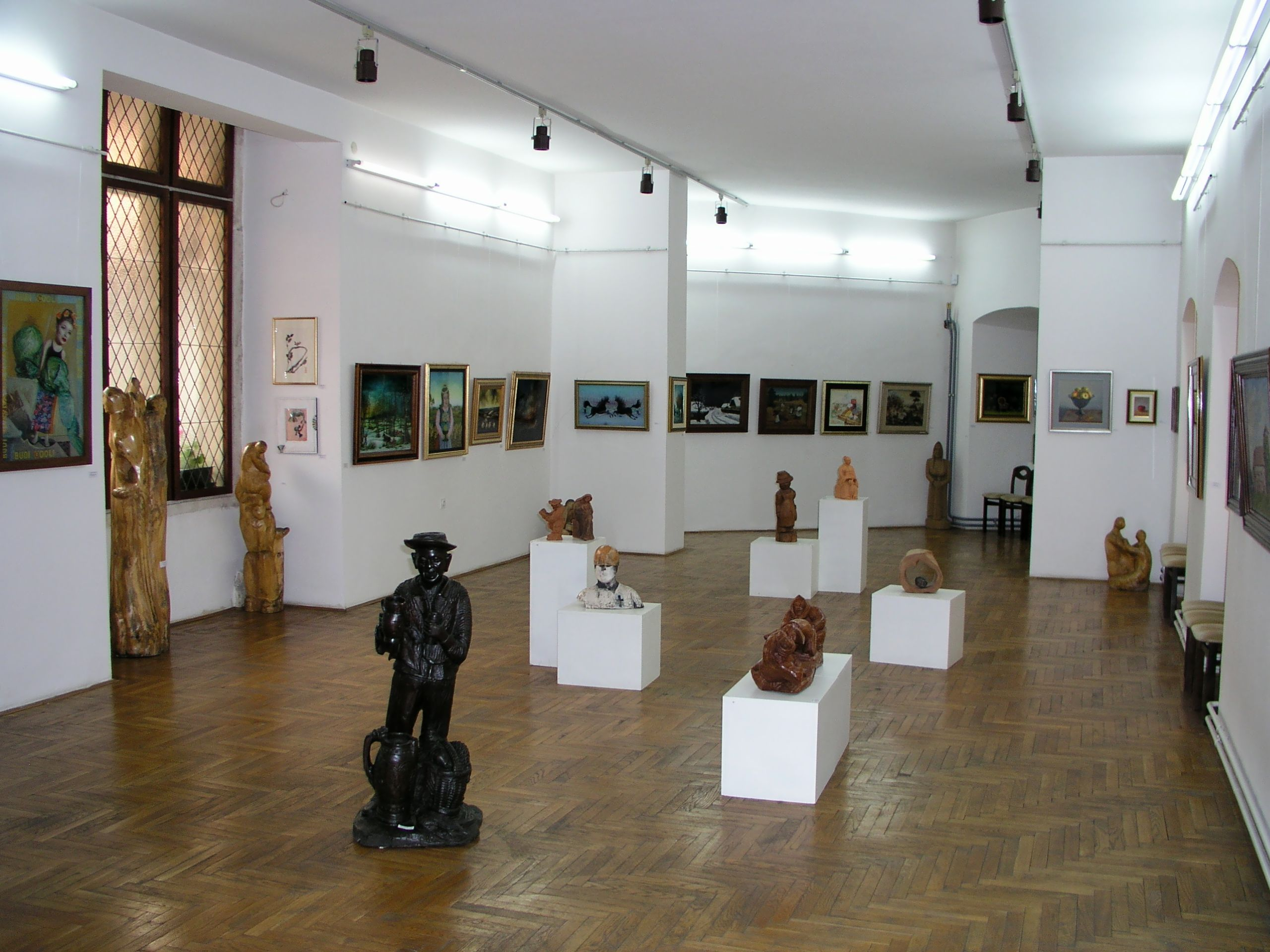
A városi galéria az Öregvárban

- A Szent György tiszteletére szentelt plébániatemplom[4] ma is uralja a városközpont arculatát. A mai templom a régi alapjain épült 1928-29-ben az óhorvát templomok mintájára romantikus és bizánci elemek ötvözésével. Az egyházi épületeknek ez a típusa nem túl gyakori Horvátországban, ezért sajátos külső megjelenésével mély benyomást kelt a szemlélőben. Terveit egy zágrábi építész Stjepan Pothorski készítette és a munkák 1928 augusztusában kezdődtek meg. A meglehetősen ingatag, vizes talajon a biztonságos alapozáshoz három méter mély és egy méter vastag alapot kellett készíteni, melyhez 230 vagon kavicsot szállítottak ide a Dráva medréből. A régi templom megmaradt barokk harangtornyát átépítve illesztették hozzá az új templomhoz. Az áramot 1929-ben vezették be az épületbe, 1967-ben pedig Horvátországban először a harangok is elektromos vezérlést kaptak. A templomot 1929. november 10-én szentelte fel Dominik Premuš zágrábi segédpüspök. Belső terében a legfigyelemreméltóbb a márvány főoltár, melynek képét Martin Peroš festette és a régi plébániatemplomból hozták át. A két mellékoltár a Háromkirályok és Szűz Mária bemutatása tiszteletére van szentelve, 1936-ban készültek. Utóbbit a zágrábi Zvonimir Huzjak egy 16. századi miniatúra alapján festette. Látványosak a csillárok (öt van belőlük a templomban), különösen a középső, mely öt méter széles és 4 méter magas, középső része a Földet formázza. Tervezőjük Antun Ivadija, kivitelezőjük Luka Ivadija. Az orgona 1908-ban Hefeler műhelyében készült, később átépítették és 1980-ban újraszentelték. A templom búcsújának napja Szent György ünnepe a város kiemelkedő egyházi és kulturális eseménye.
- A Szent Rozália-kápolnát 1925-ben építették a korábbi fakápolna helyén. Aranyozott barokk oltárait a régi kápolnából hozták át. A főoltár 1733-ban készült, oltárképét Johan Anton Fellner festette 1716-ban Ptujban. A Keresztelő Szent János és a Szent Rókus oltár 1824-ben készült, de oltárképei a 18. század elejéről származnak és nagyon értékesek.
- A Jézus Szíve-kápolna[5] 1910-ben épült neogótikus stílusban. Észak-déli tájolású, kisméretű, téglalap alaprajzú épület, hossza 14 méter, szélessége 9 méter. A hajók felett az oldalfalak felé lejtő háromrészes mennyezet található. Gazdagon díszített homlokzatát Szent Péter és Pál apostolok szobrai ékesítik. A belső világítást a hajóban és a szentélyben egyenletesen elosztott csúcsíves ablaknyílások biztosítják. A historikus stílusú épület ügyesen ötvözi a különböző építészeti stílusok elemeit, melynek végeredménye egy eklektikus forma.
- Slavka Čamba néprajzi gyűjteménye a város felbecsülhetetlen kulturális értéke. A gyűjtemény több mint ötszáz, átlagosan csaknem százéves tárgyat tartalmaz. Legtöbbjük a város környékéről származik, de kis részben a szomszédos vidékek is képviseltetve vannak. A gyűjteményt 1992-ben állították össze és a mai napig is újabb és újabb tárgyakkal gazdagodik. Minden tárgy a 19. és 20. századi hétköznapi élet jellegzetes használati tárgya.
- A „Đurđevački peski” vagyis a „horvát Szahara”, a Gyótaszentgyörgy-közeli mocsaras vidéken terül el, egyedülálló növény- és állatvilággal, a Borik Parkerdő zöldellő fenyveseinek kellős közepén.

## Kultúra és sport

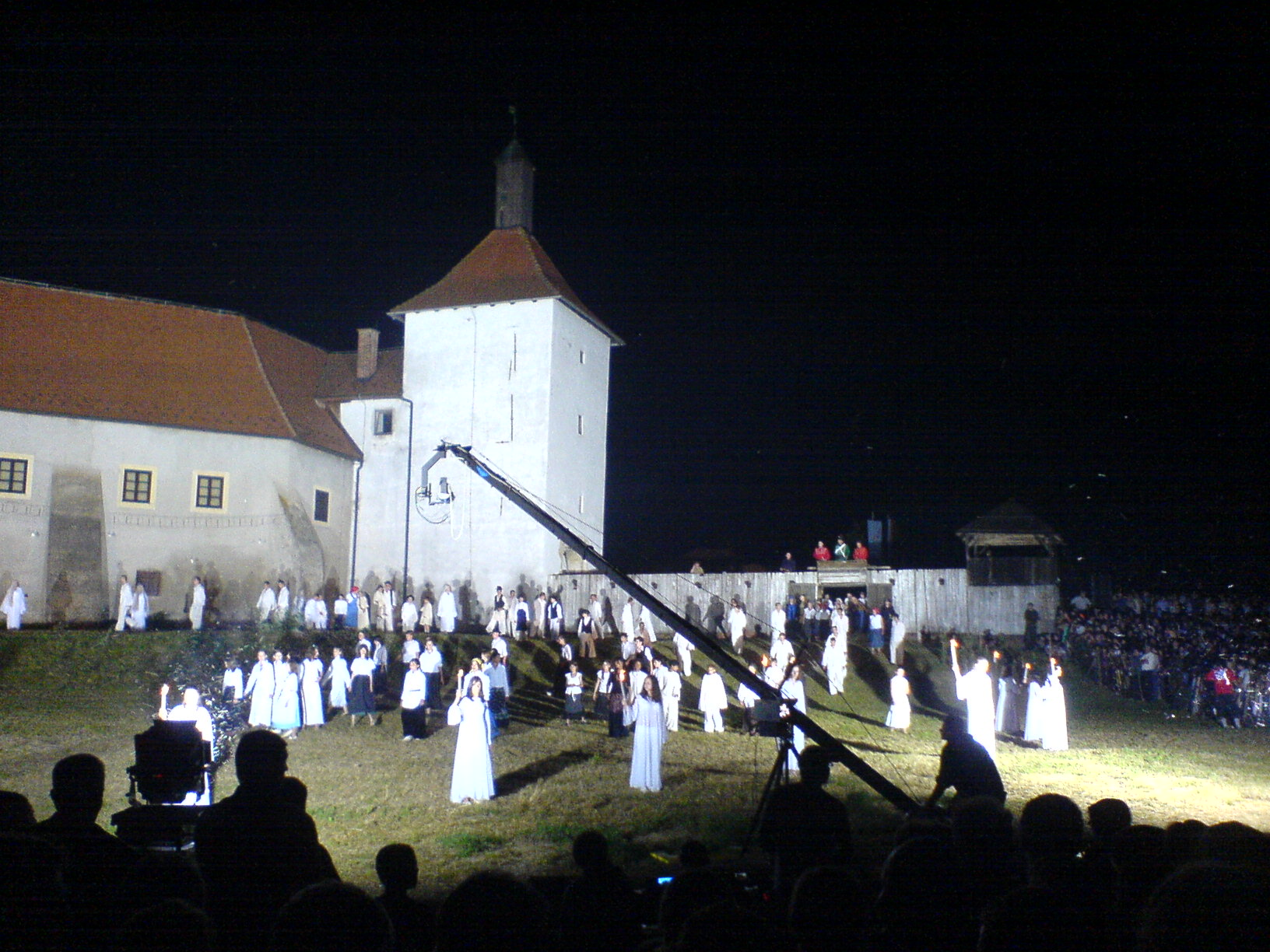
A Picokok legendája előadása

- A város kiemelkedő kulturális eseménye az évente megrendezésre kerülő „Picokijada”. A játék arra a szájhagyományra alapul, ami szerint a várvédők, amikor kifogytak az élelemből, utolsó csirkéiket az ágyúkba töltve a törökre lőtték ki, akik így feltételezve, hogy még bőséges tartalék lehet a várban, inkább elvonultak.[6] Innen ered a szentgyörgyiek elnevezése: csirkések (azaz horvátul picoki-ak).

A Picokijada olyan helyszíneken játszódik, ahol a hagyomány szerint az esemény megtörtént, és több száz statiszta, amatőr színész, lovas és hivatásos színész vesz részt az előadásban. A színpadi előadás úgy van megtervezve, hogy minél hitelesebben idézze fel a népszerű történetet – a puskák és az ágyúk valóban tüzelnek, a szablyák valóban szikráznak, és ez mind a gazdag pirotechnikának és fényeffektusnak köszönhető. A „Picokok legendája” színdarab csupán egy töredéke a háromnapos eseménysorozatnak, ugyanis ezen kívül a népszerű fesztivál még közel harminc különböző kulturális- és sporteseményt tartalmaz.
Köztük említésre méltó a „Mali fašenk v Đurđevcu”, a „Kukuriček” gyermekfesztivál, a „Đurđevo”, a város napja, a „đurđevačka Tikvijada” és sok másik esemény. 
- A város 17 sportklubjában jelenleg több mint 600-an sportolnak. A legnépszerűbbek az NK Graničar Đurđevac labdarúgóklub, a KK Mladost Đurđevac kosárlabdaklub, a Đurđevac LK kézilabdaklub, a karateklub és a Borik Đurđevac taekwondoklub.

## Híres személyek
- Slavko Kovačić horvát labdarúgó és edző,
- Mladen Markač horvát tábornok